# Siméon Pécontal
Siméon Pécontal, de son vrai nom  Jean Pécontal, né à Montauban en juin 1798 et mort à Clamart le 27 septembre 1872, était un poète français. Il était lié aux célébrités locales, telles Napoléon Peyrat et Maurice de Guérin.
Il se fit connaître en 1831 par une violente satire contre la Restauration, mais il se rallia au gouvernement et fit carrière dans la fonction publique, comme sous-bibliothécaire à l'Assemblée Nationale et au Corps Législatif. C'est la fonction qu'il occupe lorsqu'il envoie au concours de l'Académie française deux poèmes qui recevront une mention honorable (1858 et 1860).
Il était apprécié de Barbey d'Aurevilly qui lui reconnaît un talent d'émotion et de nuance, quoique peu vigoureux, et trop prosaïque.
Il reçut la Légion d'honneur le 15 août 1867.

## Œuvres
- Première Ménippée (1831)
- Volberg (1838)
- Ballades et légendes (1846) Texte en ligne
- Au Pape (1847)
- À Son Altesse impériale le Prince Louis-Napoléon. L'Avènement (1852)
- Chateaubriand (1856)
- L'Océan à Biarritz (1856)
- Des Bibliothèques communales (1857)
- La Guerre d'Orient (1858) Poème ayant obtenu une mention au concours de l'Académie
- Légendes (1858)
- La Divine Odyssée (1865)
- L'Invasion des Barbares (1870)

## Source
- Catalogue Opale (BNF)
- Notice biographique (GoogleUS)
- Biré et Grimaud, Les Poètes lauréats de l'Académie française, 1864
- Barbey d'Aurevilly, Les Œuvres et les hommes : les poètes, 1862